# Bob Fisher
Bob Fisher es un guionista estadounidense cuyo trabajo incluye películas como Wedding Crashers (2005) y We're the Millers (2013).
En 2014, participó como ponente en un evento realizado en el Hall of Science de la Universidad Estatal de California en Long Beach, donde compartió su experiencia sobre cómo se convirtió en guionista. En su intervención, comentó que consideró estudiar Derecho tras terminar la universidad, pero optó por trabajar como camarero. Durante su época de estudiante, leyó un artículo sobre los guionistas de televisión y lo bien remunerados que estaban, lo que le inspiró a comenzar a escribir sus propios guiones como ejercicio. Su primer trabajo como guionista fue en 1995 para el programa The Bonnie Hunt Show.
Comenzó su trayectoria como guionista escribiendo con Steve Faber. Su primer éxito fue la cinta de comedia Wedding Crashers, protagonizada por Owen Wilson y Vince Vaughn, que solo en Estados Unidos recaudó 209 millones de dólares. Por Wedding Crashers fue reconocido por el Sindicato de Guionistas de los Estados Unidos, que nombró su guion como uno de los 100 mejores guiones cómicos de la historia del cine. La siguiente película del dúo fue We're the Millers, que tardó doce años en producirse y recaudó un total de 270 millones de dólares en taquilla estadounidense y mundial.
Como guionista en televisión, escribió episodios de la serie de comedia Traffic Light (2011). Además, fue coguionista y coproductor ejecutivo de la adaptación estadounidense de Sirens.

## Filmografía
| Año  | Título            | Crédito   | Notas |
| ---- | ----------------- | --------- | --- |
| 2005 | Wedding Crashers  | Guionista | Ganador - Premio People's Choice a la película cómica favorita Candidato - Premio de la Crítica Cinematográfica a la mejor comedia |
| 2013 | We're the Millers | Guionista | Candidato - Premio People's Choice a la película cómica favorita                                                                   |
| 2018 | Overboard         | Guionista | |
| 2022 | The Valet         | Guionista | |

## Televisión
| Año           | Título                   | Crédito                                   | Notas                      |
| ------------- | ------------------------ | ----------------------------------------- | -------------------------- |
| 1995          | The Bonnie Hunt Show     | Guy at Bar                                | Episodio: «The Phone Call» |
| 1996-1997     | Married... with Children | Guionista y editor ejecutivo              | 12 episodios               |
| 1998-1999     | For Your Love            | Guionista y productor supervisor          | 5 episodios                |
| 2000          | American Adventure       | Guionista y productor ejecutivo           | Telefilme                  |
| 2000-2001     | The Trouble with Normal  | Guionista y productor supervisor          | 9 episodios                |
| 2009          | The Law                  | Guionista y productor ejecutivo           | Telefilme                  |
| 2011          | Traffic Light            | Creador, guionista y productor ejecutivo  | 13 episodios               |
| 2012          | Family Trap              | Guionista y productor ejecutivo           | Telefilme                  |
| 2014-2015     | Sirens                   | Guionista y productor ejecutivo           | 23 episodios               |
| 2019          | The Moodys               | Guionista, director y productor ejecutivo | 2 episodios                |
| 2023-presente | Animal Control           | Guionista, director y productor ejecutivo | 26 episodios               |